# 10198 Pinelli
10198 Pinelli este un asteroid din centura principală de asteroizi.

## Descriere
10198 Pinelli este un asteroid din centura principală de asteroizi. A fost descoperit pe 6 decembrie 1996 la Cima Ekar de Maura Tombelli și Ulisse Munari. Asteroidul prezintă o orbită caracterizată de o semiaxă mare de 2,87 ua, o excentricitate de 0,05 și o înclinație de 2,9° în raport cu ecliptica.